# مته (برلين)
مته (بالألمانية: Mitte) وهي حي من أحياء برلين عاصمة ألمانيا.